# Brigitte Lück
Brigitte Lück är en före detta östtysk handbollsspelare. Hon blev världsmästare med Östtysklands damlandslag i handboll 1971.
Brigitte Lück spelade för SC Empor Rostock i Oberliga, den högsta ligan i Östtyskland. Lück deltog  vid världsmästerskapet i handboll för damer 1971 i Nederländerna och blev världsmästare med DDR. Hon tillhörde truppen men spelade inte i någon av matcherna i VM-slutspelet.